# Lejonet och solen

Irans flagga före revolutionen 1979.

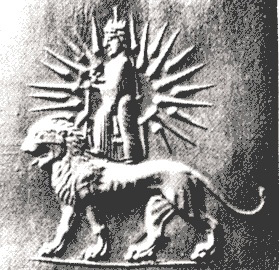
Lejonet och solen med guden Mithra i mitten på ett akemenidiskt sigill.

Lejonet och solen (persiska: شیر و خورشید Šir-o xoršid) är en av Irans nationalsymboler och prydde fram till den iranska revolutionen 1979 landets nationsflagga.
Motivet är förknippat med både Mithra och Anahita och har sina rötter i den akemenidiska perioden då det för första gången förekommer på persiska sigill.

## Se vidare
- Lejon- och solorden
- Röda lejonet och solen